# Lethal Weapon – Zwei stahlharte Profis
Lethal Weapon – Zwei stahlharte Profis (orig. Lethal Weapon, engl. „Tödliche Waffe“), erschienen 1987, ist der erste Film einer Reihe US-amerikanischer Actionfilme der 1980er und 1990er Jahre. Die Fortsetzungen wurden 1989, 1992 und 1998 veröffentlicht. Alle vier Filme zeigen Mel Gibson und Danny Glover als ungleiche Partner bei der Polizei von Los Angeles. Der Film startete am 10. September 1987 in den bundesdeutschen Kinos.

## Handlung
An seinem 50. Geburtstag bekommt der alteingesessene Polizist Roger Murtaugh des Los Angeles Police Departments mit Sergeant Martin Riggs einen neuen Partner zugeteilt. Dieser ist wesentlich jünger als er, diente in Vietnam bei den U.S. Army Special Forces und ist das genaue Gegenteil von ihm – seit dem Tod seiner Frau ist er selbstmordgefährdet, trinkt und raucht gerne und verhält sich bei seiner Arbeit sehr rücksichtslos, sowohl sich selbst als auch seiner Umgebung gegenüber. Die beiden untersuchen den vermeintlichen Suizid von Amanda Hunsaker, der Tochter eines alten Freundes von Murtaugh, und stoßen dabei auf eine gut organisierte Gruppe ehemaliger CIA-Söldner, die gemeinsam in einer Spezialeinheit im Vietnamkrieg gedient haben und seit einiger Zeit aus diesem Land Heroin in die USA schmuggeln.
Diese Gruppe nennt sich die Shadow Company. Angeführt wird dieser Ring von General McAllister und seinem Gehilfen Joshua.
Murtaugh und Riggs entdecken, dass Hunsaker als Geldwäscher an deren Geschäften beteiligt war. Da Hunsaker aber damit drohte, den Handel auffliegen zu lassen, wurde seine Tochter von Joshua ermordet. Als die beiden Polizisten Hunsaker zur Rede stellen wollen, wird auch dieser von Joshua aus einem Hubschrauber heraus erschossen. Zunehmend geraten nun auch Murtaugh und Riggs ins Visier der Verbrecherorganisation und es kommt zu Anschlägen auf das Leben der beiden Polizisten.
Murtaughs Tochter Rianne wird entführt und Riggs und Murtaugh beim Treffen mit der Bande gefangen genommen. Alle drei werden an den gleichen Ort verschleppt, wo Riggs und Murtaugh gefoltert werden, damit sie sagen, was sie über die Geschäfte der Shadow Company wissen. Es gelingt Riggs aber, sich, Murtaugh und Rianne zu befreien. Zusammen mit Murtaugh greift er die Verbrecher an und McAllister stirbt bei einer Explosion, bei der auch eine Ladung Heroin in die Luft fliegt. Nur Joshua entkommt, wird aber von Riggs und Murtaugh gestellt, die richtig vermuten, dass er nach der Entführung zum zweiten Mal Murtaughs Heim aufsucht. Riggs lässt sich im Vorgarten zu einem Faustkampf mit Joshua ein, den er für sich entscheiden kann. Als Joshua einem Polizisten die Waffe entwendet und auf Riggs und Murtaugh zielt, wird er von ihnen erschossen. Riggs verbringt daraufhin den Weihnachtsabend bei den Murtaughs als inoffizielles Mitglied der Familie.

## Hintergründe

US-amerikanisches Logo

- Lethal Weapon wurde mit einem eher geringen Budget von etwa 15 Millionen US-Dollar produziert und konnte allein in den USA 65 Millionen Dollar an den Kinokassen einspielen und gehört damit zu den finanziell erfolgreichsten Filmen des Jahres 1987. Obwohl Actionfilme in den USA zumeist im Sommer veröffentlicht werden, lief Lethal Weapon bereits im Frühjahr in den US-amerikanischen Kinos an.[2]
- Um den Fall der Frau vom Balkon am Anfang des Films realistisch darzustellen, musste die Schauspielerin tatsächlich springen. Allerdings war unten ein Luftkissen aufgespannt, auf das die Straßenkulisse mit den Autos gemalt war. Es war Jackie Swansons erste Rolle in einem Film.
- Ursprünglich wollte Regisseur Richard Donner das Ende anders gestalten, wonach sich Riggs und Murtaugh zum Schluss trennen. Doch er fand, dass diese zwei Charaktere sich während des Films immer mehr angefreundet hatten und beschloss so, das Ende neu zu drehen. Ohne das im Film zu sehende Ende wären die drei Folgefilme womöglich gar nicht entstanden, denn anfangs waren keine Fortsetzungen zu Lethal Weapon geplant.[3]
- Anthony Kiedis’ Vater John Kiedis spielt einen Drogendealer. Im Abspann wird er als Blackie Dammet aufgeführt.
- Danny Glover, der den 50-jährigen Roger Murtaugh spielt, war zur Zeit des ersten Teils 1987 erst 40 Jahre alt.[3]
- Der Film wurde dem am 21. November 1986 tödlich verunglückten Stuntman und Schauspieler Dar Robinson gewidmet.[3]
- Beim Gespräch mit dem Lebensmüden auf dem Dach kettet sich Riggs überraschend an den Selbstmordkandidaten. In der folgenden Sprungszene sind die Handschellen jedoch nicht mehr zu sehen, da ein derart gekoppelter Sprung aus Sicherheitsgründen nicht möglich war.
- 1993 wurde mit Loaded Weapon 1 eine Parodie zu Lethal Weapon mit Emilio Estevez, Samuel L. Jackson und William Shatner in den Hauptrollen gedreht.

## Synchronisation
Die deutsche Synchronbearbeitung entstand 1987.
| Rolle                    | Darsteller     | Synchronsprecher    |
| ------------------------ | -------------- | ------------------- |
| Martin Riggs             | Mel Gibson     | Elmar Wepper        |
| Roger Murtaugh           | Danny Glover   | Uwe Friedrichsen    |
| Mr. Joshua               | Gary Busey     | Randolf Kronberg    |
| General Peter McAllister | Mitch Ryan     | Reinhard Glemnitz   |
| Michael Hunsaker         | Tom Atkins     | Horst Naumann       |
| Trish Murtaugh           | Darlene Love   | Marion Hartmann     |
| Rianne Murtaugh          | Traci Wolfe    | Irina Wanka         |
| Cpt. Ed Murphy           | Steve Kahan    | Michael Cramer      |
| Mendez                   | Ed O’Ross      | Tonio von der Meden |
| Selbstmörder             | Michael Shaner | Hans-Georg Panczak  |

## Kritiken
Roger Ebert schrieb in der Chicago Sun-Times vom 6. März 1987, dass ihn Actionfilme im Allgemeinen langweilten, doch diesen Film habe er „vom Anfang bis zum Ende“ spannend gefunden. Er verglich den Film mit den früheren Filmen von Richard Donner wie Superman und Der Tag des Falken, die übertroffen würden. Ebert lobte die Darstellung von Gary Busey und das Aussehen von Traci Wolfe sowie das „überraschende“ Ende der Handlung.

„Ein Film, der unverhohlen staatlich legitimierter Gewalt huldigt; seine zynische, menschenverachtende Grundhaltung wird durch humorige Dialoge nicht kompensiert. Inszenatorisch auf Fernsehniveau, schauspielerisch enttäuschend.“

## Auszeichnungen
Der Film wurde im Jahr 1988 für den Besten Sound für den Filmpreis Oscar nominiert. Er gewann 1989 den Image Award in drei Kategorien: Als Bester Film, für Danny Glover und für Traci Wolfe. Ebonie Smith wurde 1989 für den Young Artist Award nominiert.
Eric Clapton und Michael Kamen gewannen 1988 den BMI Film Music Award. Der Film gewann 1988 für den Besten Tonschnitt den US-amerikanischen Motion Picture Sound Editors Award.

## Fortsetzungen
- Lethal Weapon 2 – Brennpunkt L.A., (1989, Regie: Richard Donner)
- Lethal Weapon 3 – Brennpunkt L.A. – Die Profis sind zurück, (1992, Regie: Richard Donner)
- Lethal Weapon 4 – Zwei Profis räumen auf, (1998, Regie: Richard Donner)

Seit Herbst 2016 wurde eine gleichnamige Serie, die auf der Filmreihe basiert, ausgestrahlt. In den Hauptrollen sind Clayne Crawford (Riggs) und Damon Wayans (Murtaugh) zu sehen. Mitte Mai 2016 wurde ein erster Trailer veröffentlicht. Die Serie wurde im Mai 2019 abgesetzt.